# トビリシ (駆逐艦)
トビリシ (Тбилиси) はソ連海軍の嚮導駆逐艦。レニングラード級（38bis型）。

## 艦歴
1935年1月15日、主要部分がニコラエフの第198造船所で起工された。それからコムソモリスク・ナ・アムーレの第199造船所へ鉄道で運ばれ、1936年8月10日に再度起工された。当初の艦名は「ティフリス (Тифлис)」であったが、1939年7月24日の進水時に「トビリシ」と改名された。1940年12月11日、「トビリシ」は太平洋艦隊の一艦として就役した。建造機関が長かったため、建造費用は4120万ルーブルとなった。
「トビリシ」は7月12日のピョートル大帝湾への機雷敷設を皮切りに、極東の海軍基地沖への機雷敷設を行った。1941年後半には消磁装置が装備されており、また極東は平穏であったため士官の操艦訓練に用いられていた。1943年7、8月、消磁コイルが鋼鉄製の船体のコイルへの影響を調べるため上甲板に置かれた。これは、船上のコイルの最適な配置法を開発するのに役立った。
1945年8月9日にソ連は日本に宣戦布告。「トビリシ」は指揮艦として朝鮮への侵攻に参加した。

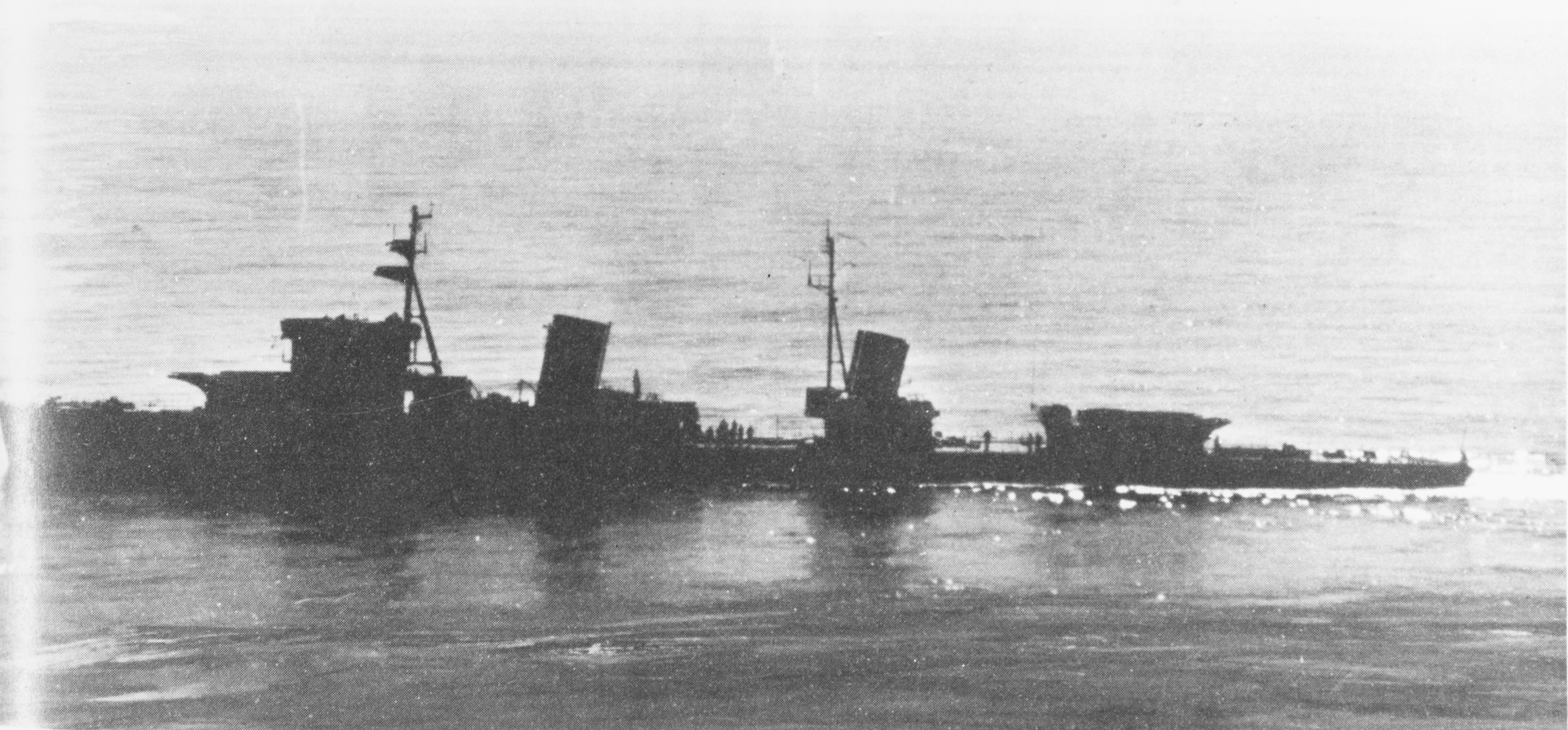
標的艦に改装後の「トビリシ」（1958年）

1949年1月12日、残存していた同型艦同様駆逐艦に類別変更された。1951年から1955年1月までDalzavodで大規模な近代化改装を実施。1958年4月18日に現役を退き、武装が撤去されて標的艦「TsL-50」となった。同年後半には「TSP-50」と改名された。1964年1月31日に除籍され、ウラジオストクで解体された。